# Juliusz Zarębski
Juliusz Zarębski  (Oekraïens: Юліуш Зарембський) (Zjytomyr, 3 maart 1854 – aldaar, 15 september 1885) was een Pools-Oekraïense componist en pianist.

## Biografie
Zarębski werd geboren in Zhytomyr, Oekraïne. Zijn eerste pianolessen kreeg hij van zijn moeder op het klavier. Van 1870 tot 1872 studeerde Zarębski aan het conservatorium van de Gesellschaft der Musikfreunde in Wenen. In 1874 werd hij een leerling van Franz Liszt. In zijn werken verwijst Zarębski ook naar Frédéric Chopin. Voor zijn muziek liet hij zich inspireren door de werken van Adam Mickiewicz en Włodzimierz Wolski.
In 1879 trouwde Zarębski met de Duitse pianiste Johanna Wenzel. Samen met haar ging hij geregeld op tournee door Europa. Zo speelde hij in 1878 op de Exposition Universelle.
Twee jaar voor zijn dood werd Zarębski gedwongen zijn carrière als pianist te staken vanwege tuberculose. Hij richtte zich de laatste twee jaar van zijn leven op lesgeven aan het Koninklijk Conservatorium Brussel, waar hij sinds 1880 actief was als professor. In deze laatste twee jaar componeerde hij tevens zijn bekendste werken, zoals Les roses et les épines. Hij stierf in zijn geboorteplaats.

## Composities voor de piano
BN: manuscript gevonden in de Nationale Bibliotheek van Polen (Biblioteka Narodowa)
- Andante ma non troppo, BN
- Romance sans paroles, F minor, ca. 1870, BN
- Adieu, F minor, ca. 1870, BN
- Maria, Piano 4-hands, 1871, BN
- March, pf 4 hands, 1875
- Grande fantaisie, 1876
- Menuet, Op. 1 (n.p. 1879) 3 danses galiciennes, piano 4-hands Op. 2 (Berlin 1880)
- Concert étude, G major, Op. 3 (Berlin 1879)
- 4 Mazurkas, pf 4 hands, Op. 4 (Berlin 1880)
- 2 morceaux en forme de mazurka, piano 4-hands, Op. 5 (Berlin 1881)
- Grande polonaise, F major, Op. 6 (Berlin 1881)
- 3 études de concert, Op. 7 (Mainz 1881)
- Concert-mazurka, C minor, Op. 8 (Mainz 1882)
- Fantaisie polonaise, Op. 9, ca. 1877 (Mainz 1882)
- Polonaise mélancolique, Op. 10 (Mainz 1882)
- Polonaise triomphale, Piano 4-hands, Op. 11 (Mainz 1882)
- Divertissement à la polonaise, Piano 4-hands, Op. 12 (Mainz 1883)
- Les roses et les épines, Op. 13 (Mainz 1883)
- impromptu-caprice, Op. 14 (Leipzig 1883)
- Mazurka de concert no.2, G minor, Op. 15 (Leipzig 1883)
- Suite polonaise, Op. 16 (Leipzig 1883)
- Valse sentimentale, Op. 17 (Leipzig 1884)
- Ballade, G minor, Op. 18 (Wrocław 1884)
- Novellette-caprice, Op. 19 (Wrocław 1884)
- Sérénade burlesque, Op. 20 (Wrocław 1884)
- Berceuse, Op. 22 (Leipzig 1884)
- A travers Pologne, Piano 4-hands, Op. 23 (Wrocław 1884)
- Valse-caprice, Op. 24 (Leipzig 1884)
- Tarantelle, Op. 25 (Leipzig 1885?)
- Sérénade espagnole, Op. 26 (Leipzig 1883)
- Etrennes, Op. 27 (Wrocław 1885)
- Polonaise, Op. 28 (Leipzig 1885)
- Gavotte, Op. 29 (Leipzig 1885)
- Valse, Op. 30 (Leipzig 1885)
- Barcarolle, Op. 31 (Leipzig 1885)
- Menuet, Op. 32 (Mainz 1885)
- Piano kwintet in G mineur, Op. 34.

- Bibliothèque nationale de France: cb13940260c (data)
- Gemeinsame Normdatei: 11696636X
- International Standard Name Identifier: 0000 0001 1065 7696
- Library of Congress Control Number: n81144506
- Nationale Bibliotheek van Letland: 000156728
- MusicBrainz: 722feabb-7453-4484-bee9-f519719e83d9
- Nationale Bibliotheek van Tsjechië: jn20000605700
- Nationale Bibliotheek van Israël: 987007436430705171
- Nederlandse Thesaurus van Auteursnamen: 097447471
- SNAC: w6r21cp7
- Système universitaire de documentation: 11785994X
- Virtual International Authority File: 61736120
- WorldCat: E39PBJjCM7fP8pGhk49xKHyw4q